# Tiberi Claudi Asel (tribú de la plebs 139 aC)
Tiberi Claudi Asel (llatí: Tiberius Claudius Asellus) va ser un eques (cavaller romà) privat de la seva condició i reduït a un simple erari per Publi Corneli Escipió Emilià Africà el Jove durant la seva censura l'any 142 aC. Pertanyia a la família dels Asels, membres de la gens Clàudia.
Claudi Asel es vantava dels seus èxits militars i afegia que havia estat degradat injustament. Escipió li va respondre Agas asellum, un joc de paraules amb el començament del proverbi que diu Agas asellum si bovem non agere queas 'fes d'ase si no pots fer de bou', car justament el cognomen Asellum significa 'ase petit', 'ruc'.
Després va ser tribú de la plebs l'any 139 aC i va acusar Escipió davant dels ciutadans. Entre altres acusacions, deia que el lustrum no havia tingut bons auspicis perquè va anar seguit d'una pesta. Aulus Gel·li ha conservat uns versos de Lucili que diuen:
| «                                                 | Scipiadae magno improbus objiciebat Asellus Lustrum, illo censore, malum infelixque fuisse | El pervers Asel retreia al gran Escipió Que el lustre en què fou censor va ser dolent i desafortunat | » |
| — Lucili (ap. Aulus Gel·li, Noctes Atticae IV 17) |                                                                                            | |   |

El censor Luci Mummi el va restaurar a la condició d'eques. Aquest Claudi Asel sembla el mateix que a ser enverinat per la seva dona, Licínia.